# Festival Bach à Pâques
Le Festival Bach à Pâques se déroule, chaque année à Pâques, dans la commune de Saint-Maixent-l'École (Deux-Sèvres) et est organisé par le Collectif Régional d'Activités Musicales de la Région Poitou-Charentes (le CoRéAM).
Le CoRéAM est une association régie par la loi du 1er juillet 1901 dont le but est la promotion de l'activité musicale de la région. L'association compte aujourd'hui près de 200 membres et elle, également, l'organisatrice du Festival d'Automne «Coréades».
En 1982, Jean-Yves Gaudin avec Louise Biscara crée le CoRéAM qui a pour but d'encourager la pratique du chant choral aux travers de ses ateliers (Ensemble Choral Régional, Ensemble Vocal Bach, chœurs d'hommes) encadrés par des professionnels et des bénévoles et ouverts à tous. Plus de 100 concerts classiques sont organisés depuis la création de ces ensembles, un répertoire large, varié (classique, médiéval, renaissance) et souvent prestigieux : Mozart, Verdi, Puccini, Berlioz, Brahms, etc.
En octobre 2006, l'Ensemble Choral Régional du Coréam (avec Chorus 17) a notamment vécu un moment fort en étant coproducteur des 3 Nuits d'Etoiles enregistrées pour TF1 à La Rochelle et retransmises dans le courant de l'été 2007.
La direction artistique est confiée à Jean-Yves Gaudin.
Le CoRéAM propose aux chorales adhérentes la consultation de sa bibliothèque (plus de 2000 titres). II se tient à la disposition des chefs de chœur pour des conseils dans la conduite de leur travail choral, dans le choix de leur répertoire et dans l'élaboration de leurs programmes de concerts.
Le 8° Festival Bach à Pâques 2011 a eu lieu du vendredi 22 avril au lundi 25 avril et présente, notamment, la Passion selon saint Matthieu de Jean-Sébastien Bach.
Ce Festival propose, aussi, des conférences (au nombre de deux en 2011) présentées et animées par Gilles Cantagrel qui vient faire partager sa grande passion pour le Cantor de Leipzig.